# Druhanov
Druhanov település Csehországban, a Havlíčkův Brod-i járásban. Druhanov Světlá nad Sázavou és Kunemil településekkel határos. Lakosainak száma 163 fő (2024. január 1.).

## Népesség
A település lakosságának változását az alábbi diagram mutatja:
| Lakosok száma | 190  | 307  | 314  | 293  | 126  | 123  | 153  | 157  | 163  | 163  |
|               | 1869 | 1890 | 1921 | 1950 | 1980 | 2001 | 2017 | 2019 | 2022 | 2024 |